# Pentathlon di lanci
Il pentathlon di lanci è una disciplina dell'atletica leggera facente parte delle specialità denominate prove multiple. Si tratta dell'unico evento combinato che comprende tutte le gare di lanci. Consiste di cinque diverse gare: i quattro lanci presenti nel programma olimpico (getto del peso, lancio del disco, lancio del martello e lancio del giavellotto) con l'aggiunta del lancio del martello con maniglia corta.
Questa specialità è inserita nel programma dei Campionati del mondo master di atletica leggera ed è ufficialmente riconosciuta dalla World Masters Athletics, che ne omologa i record mondiali. La persona più anziana ad aver mai praticato questa disciplina (e attuale detentrice del record del mondo per la categoria W100) è stata l'australiana Ruth Frith all'età di 101 anni, 7 mesi e 24 giorni.